# Indian Motorcycle Company
För andra betydelser av ordet indian, se Indian (olika betydelser)

Indian logo.

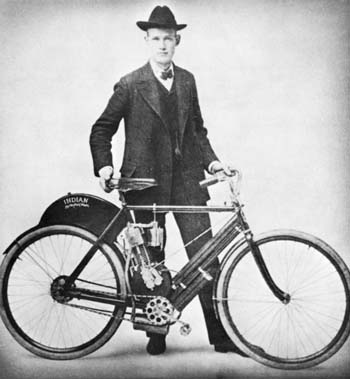
Oscar Hedström med den första prototypen av Indian år 1901

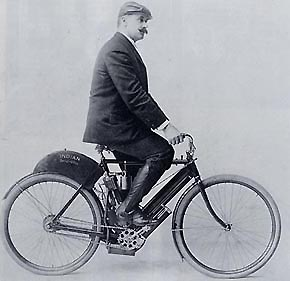
George Hendee 1904.

Indian är ett amerikanskt motorcykelmärke ursprungligen tillverkat av Indian Motocycle Company, grundat 1901 av George Hendee och den svenskfödde Oscar Hedström i Springfield, Massachusetts, USA.

## Indian Motocycle Company (1901–53)
Indian hade sina största framgångar före första världskriget, i början på 1910-talet, då de sålde fler motorcyklar än någon annan tillverkare. Indian var tidiga med växellåda som tillval; storvinsten i 1911 års TT-lopp på Isle of Man där Indianförare tog de tre första priserna kan delvis tillskrivas den tvåväxlade lådan. 1913 kom bakhjulsfjädring, men den ökade kostnaden som detta medförde gjorde att motorcykeln fick ännu svårare att konkurrera med de allt billigare T-Fordarna. Bakhjulsfjädringen försvann strax efter första världskriget och återkom inte förrän på 1940 års Chief och Four.
År 1940 sålde Indian nästan lika många motorcyklar som ärkerivalen Harley-Davidson. Anledningen till att inget "r" ingår i ordet Motocycle sägs vara att man ville minska risken för varumärkeskonflikter med andra motorcykeltillverkare. Populära modeller var Scout, tillverkade 1920–41, och Chief, som hade sin storhetstid 1922–53. När tillverkningen upphörde 1953 var Indian världens äldsta ännu existerande motorcykelmärke, en titel som då tillföll Triumph.

## Gilroy Indian Motorcycle (1999–2003)
År 1999 grundades ett nytt företag, Gilroy Indian Motorcycle, som återupplivade varumärket. Företaget hade sitt huvudkontor i Gilroy, Kalifornien, och modellerna som producerades kallas ofta för Gilroy Indians. Motorcyklarna försågs till en början med motorer från S&S (Kloner av Harley-Davidson motorer) men från 2002 användes deras egendesignade 1600 cc (100 cubic-inch), 45° V-Twin Powerplus motor ("Powerplus 100") med förgasare. Tillverkningen fortsatte fram till och med 2003, då företaget försattes i konkurs.

## Indian Motorcycle Company (2006–2011)
Den 20 juli 2006 grundades företaget Indian Motorcycle Company – nu med "r" i Motorcycle – med säte i Kings Mountain, North Carolina, till stora delar ägt av det Londonbaserade företaget Stellican Limited. Det nya företaget startade där Gilroy Indian Motorcycle slutade och fortsatte i princip tillverkningen av modellen Chief, om än i modernare tappning under 2008, samt producerade reservdelar och tillbehör, både till sina egna modeller och de modeller som salufördes av Gilroy Indian Motorcycle. Från 2009 hade modellen Chief ny drivlina, den 1720 cc (105-cubic-inch), 45° V-twin Powerplus motorn ("Powerplus 105") med bl.a. bränsleinsprutning, en vidareutveckling av den tidigare Powerplus 100 motorn.

## Polaris Industries (2011–)
Polaris Industries, som tillverkar snöskotrar och äger motorcykelmärket Victory, meddelade i april 2011 sin avsikt att förvärva Indian. Produktionsanläggningar flyttades till Spirit Lake, Iowa, där produktionen började på nytt den 5 augusti 2011. I mars 2013 presenterade Indian sin nya 1820 cc (111 cubic inches) Thunder Stroke motor och började sälja nydesignade motorcyklar i augusti 2013.

## Kuriosa
- En känd Indianförare är Burt Munro, som satte många hastighetsrekord på land på Bonneville med en kraftigt modifierad Scout tillverkad 1920. Hans rekord i klassen för motorcyklar med kåpor och en maximal slagvolym på 1000cc sattes 1967, och står sig än i dag. Hans väg mot världsekorden skildras i filmen Citronträd och motorolja (originaltitel: The World's Fastest Indian) 2005 där han gestaltas av Anthony Hopkins.
- Mike Tomas – nyzeeländare som flyttat till USA – bedriver nyproduktion av reservdelar, och säljer kompletta byggsatser för Indian Chief under namnet Kiwi Indian.[7]

## Bildgalleri

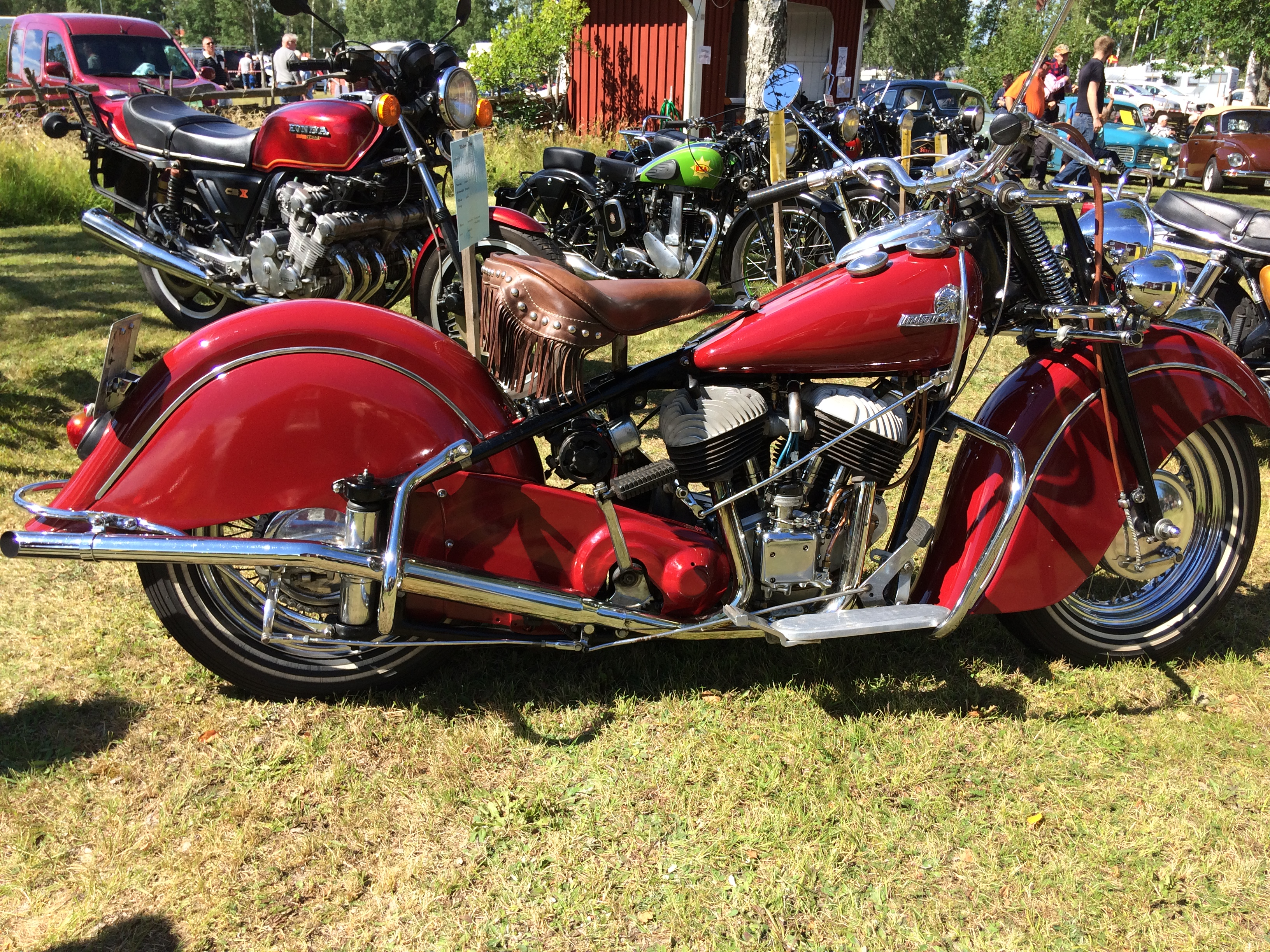
Indian, 1947, vid Motorns dag i Målilla 2017.
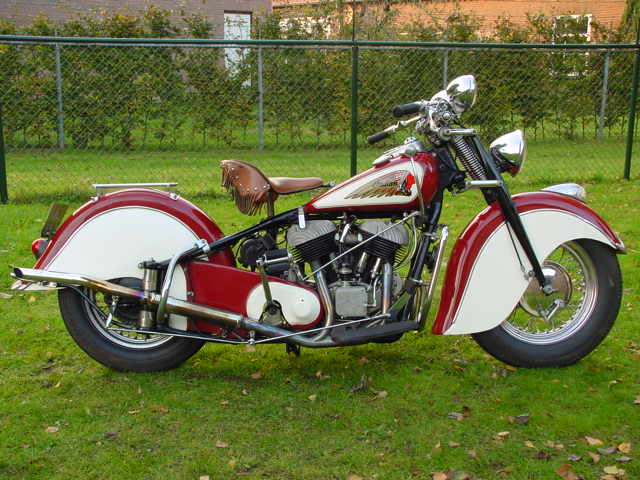
Indian Chief, byggd 1948.
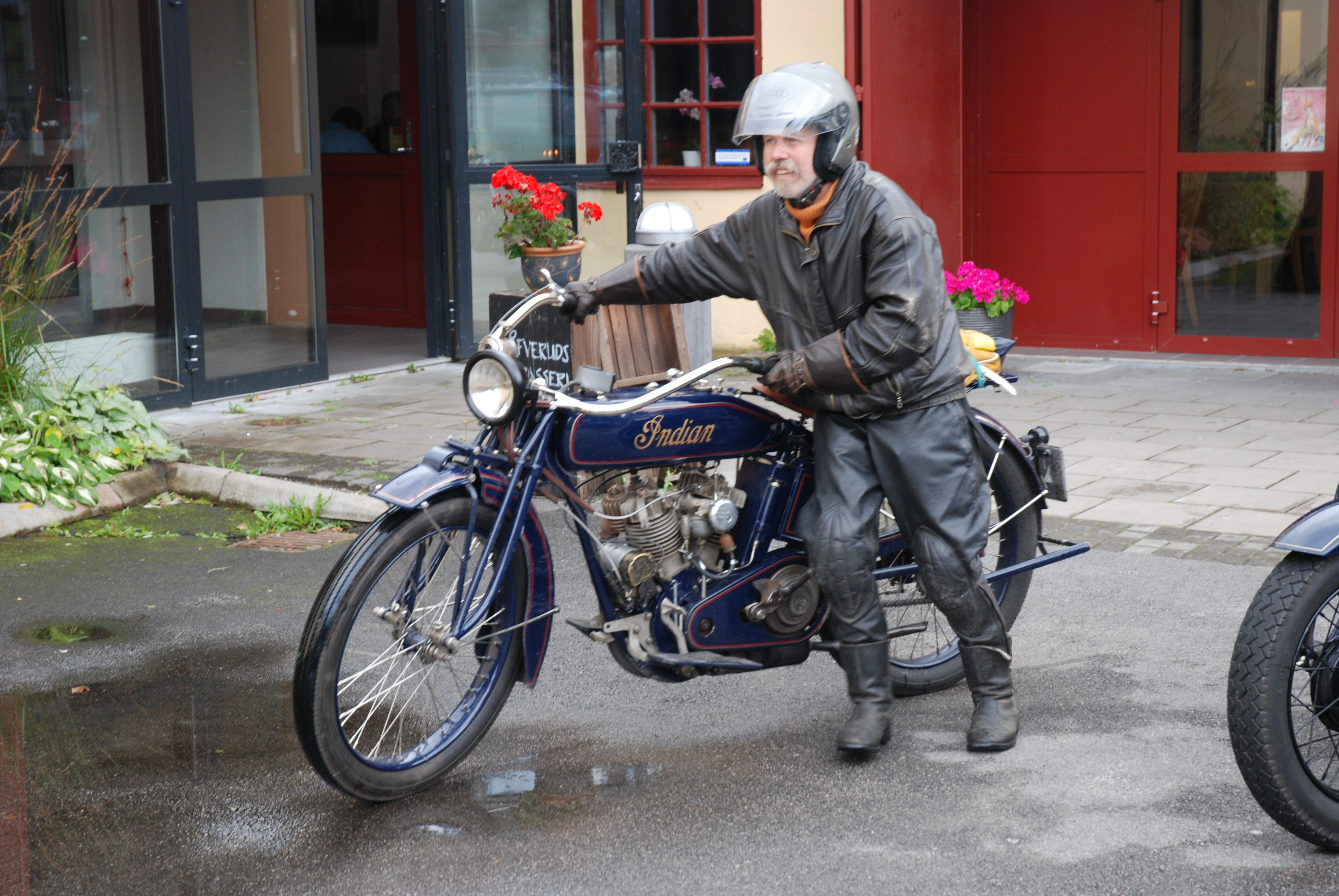
Indian motorcykel vid veteranmotorcykelmöte i Håverud, 2010.
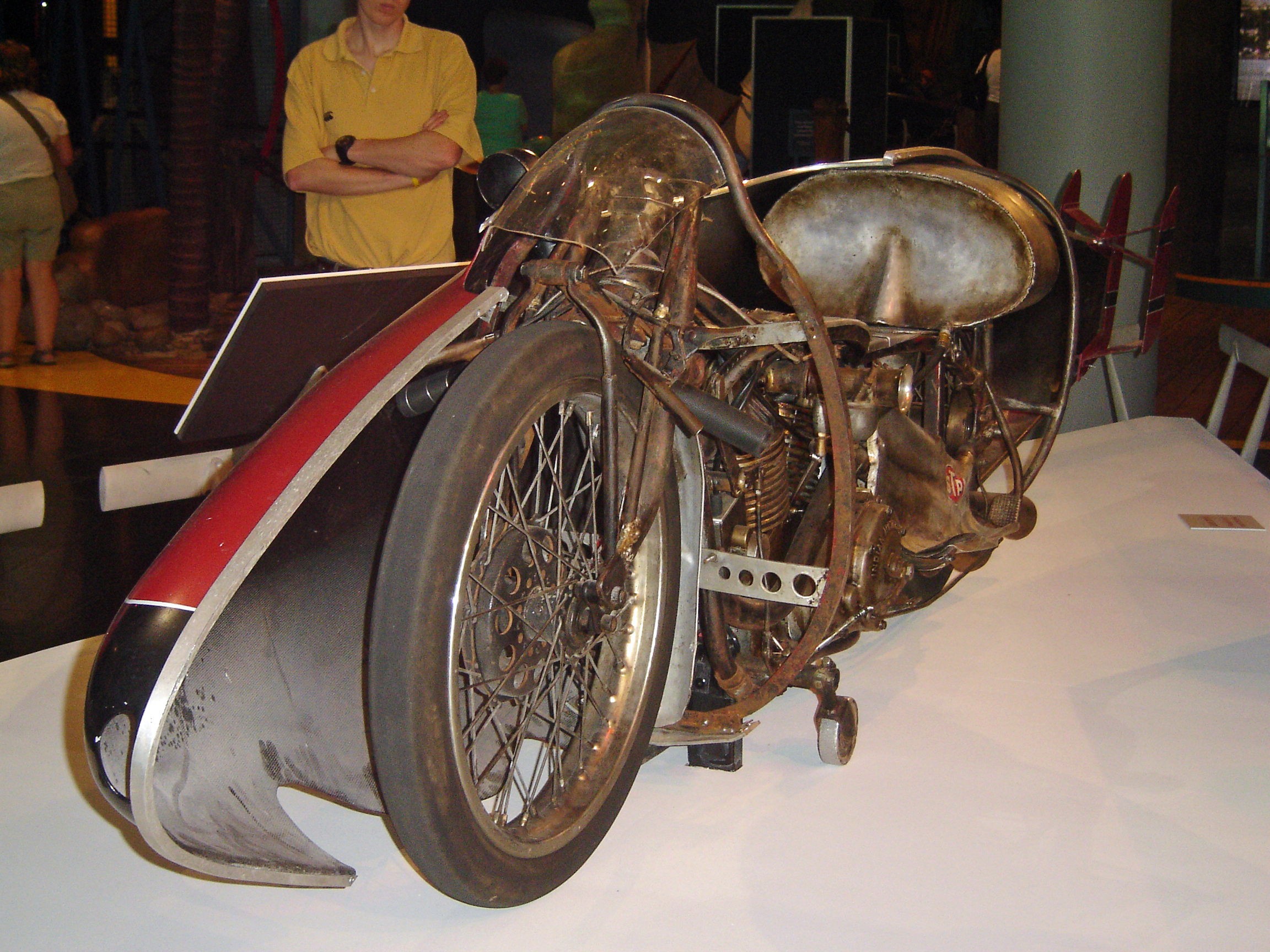
Den Indian Scout från 1920 som Munro satte sina rekord på.